# Каспар, Карл (художник)
Карл Каспар (нем. Karl Caspar; 13 марта 1879, Фридрихсхафен — 21 сентября 1956, Бранненбург) — немецкий художник, жил и работал в основном в Мюнхене.

## Биография
Карл Каспар учился в Государственной академии изобразительных искусств в Штутгарте и в Академии изобразительных искусств в Мюнхене. В 1904 году Каспар стал членом Союза художников Штутгарта (Stuttgarter Künstlerbund), в 1906 году вступил в Союз немецких художников (Deutscher Künstlerbund). В 1907 году Карл Каспар женился на коллеге-художнице, подруге детства Марии Фильзер. В 1913 году он стал одним из основателей Нового мюнхенского Сецессиона (Münchener Neue Secession), к которому также примкнули Алексей Явленский, Адольф Эрбслё, Владимир Бехтеев, Пауль Клее и Александр Канольдт. В 1919 году он стал председателем Сецессиона.
Кульминацией творчества Карла Каспара считается «Алтарь Страстей» 1916—1917 годов, расположенный в крипте церкви Фрауэнкирхе в Мюнхене.
С 1922 по 1937 год Каспар был профессором, а затем президентом, Академии изобразительных искусств в Мюнхене. Его работы были представлены на Выставке дегенеративного искусства, организованной нацистами в Мюнхене в 1937 году. После этого его вдохновлённые христианством картины и рисунки, на которые в равной степени повлияли импрессионизм и экспрессионизм, были изъяты из немецких музеев и государственных коллекций и уничтожены. Художник был вынужден оставить преподавательскую работу. В 1944 году, после того как его мюнхенский дом был разрушен во время бомбардировки, из-за враждебности нацистов он поселился со своей семьей в Бранненбурге, где и был позднее похоронен.
В 1946 году Каспар был повторно назначен профессором Академии изобразительных искусств в Мюнхене. В 1948 году он был одним из основателей Баварской академии изобразительных искусств. В том же году он принял участие в Венецианской биеннале. В 1950 году был награждён орденом «За заслуги перед Федеративной Республикой Германия». В 1952 году он вместе с женой был удостоен первой Верхнешвабской художественной премии. В 1955 году, за год до смерти, он стал академиком Берлинской академии искусств.
Среди его учеников наиболее известны Йозеф Лоер и Гретель Лоер-Шмек, принадлежащие к «Потерянному поколению», Фред Тилер, Ричард Штумм и Питер Пол Этц.